# Frankrikes ambassad i Oslo
Frankrikes ambassad i Oslo är Frankrikes diplomatiska representation i Norge. Ambassadör är sedan 2019 
Pierre-Mathieu Duhamel.

## Ambassaden

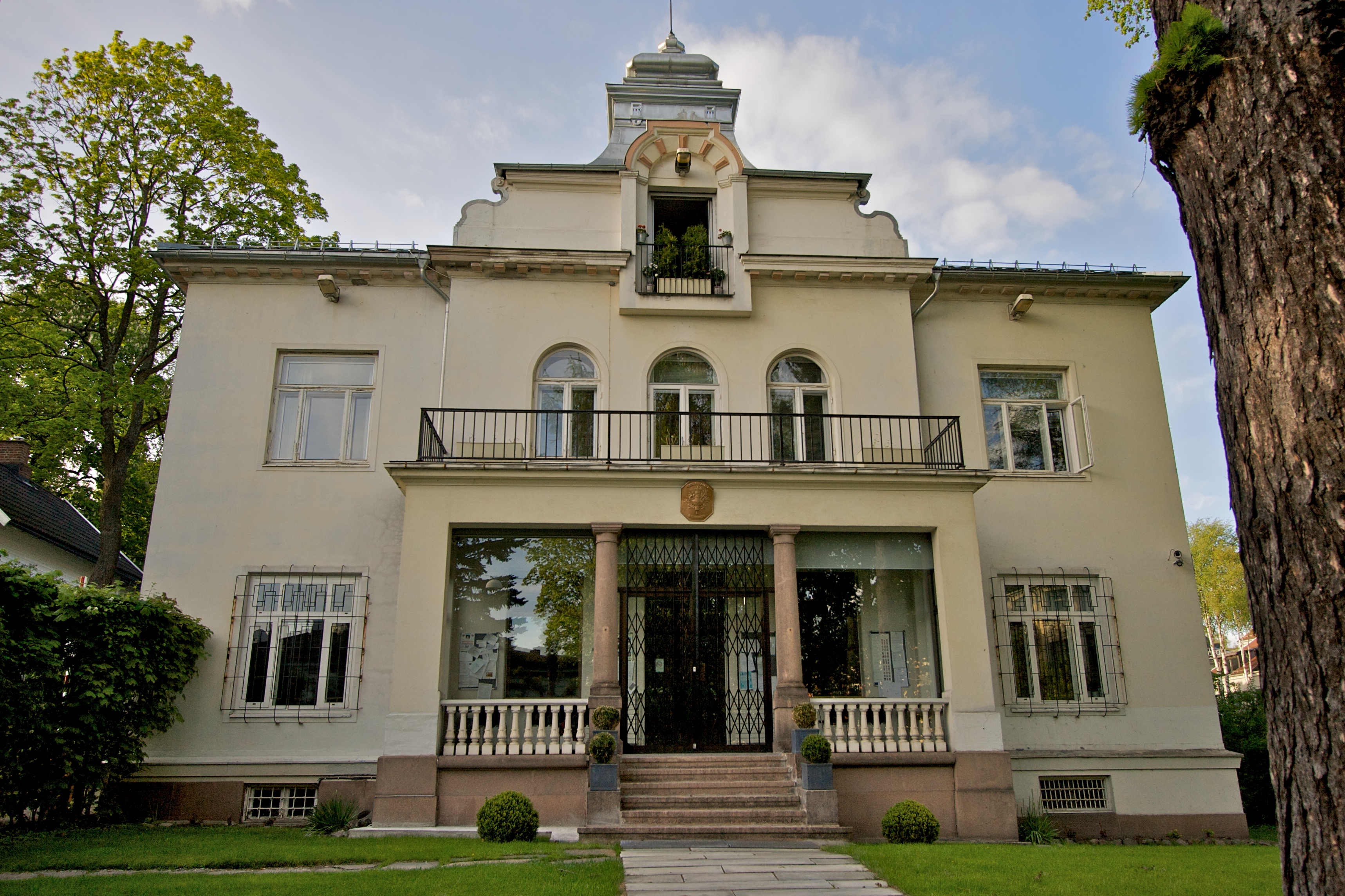
Frankrikes ambassad i Oslo.

Ambassaden är belägen i en tvåvåningsvilla på Drammensveien 69, i den exklusiva västra delen av Oslos centrum. Villan ritades av arkitekt Christian Reuter 1891.

## Ambassadörer (urval)[2]
Bland ambassadörer kan nämnas:
- Louis Delevaud (1905–1911). Tillträdde den 4 november 1905, få dagar efter att Sverige hade erkänt Unionsupplösningen
- Brigitte Collet (2008–2012). Utbildad vid École nationale d'administration och verksam inom den franska utrikesförvaltningen sedan 1988. Hon har tidigare varit ambassadsekreterare vid den Frankrikes ambassad i Washington och arbetat med mänskliga rättigheter vid det franska utrikesdepartementet.[3]
- Jean-Marc Rives (2012–2016)
- Jean-François Dobelle (2016–2019)
- Pierre-Mathieu Duhamel (2019 –